# Cheval en Argentine
Le cheval en Argentine (espagnol : caballo) est surtout destiné au travail avec le bétail, et plus rarement à la pratique du polo. L'Argentine a la cinquième plus importante population de chevaux au monde. La plupart sont des Criollo.

## Histoire
Des fossiles de chevaux sauvages datant de la Préhistoire ont été retrouvées sur tout le continent américain, mais le cheval disparaît environ 10 000 ans av. J.C., peut-être sous la pression de la chasse des populations humaines. L'espèce est réintroduite par des explorateurs et des colons européens sous sa forme domestique, au XVe siècle.
Le cheptel de chevaux argentin doit son existence au cheval colonial espagnol amené vers les Amériques en transitant par les Caraïbes.
L'existence de hardes de chevaux en liberté dans la pampa est signalée pour la première fois au roi Philippe II par Juan de Garay et le père Rivadeneyra en 1580. Deux ans plus tard, un grand nombre de chevaux présents aux alentours de Buenos Aires depuis le temps de Mendoza sont signalés. En 1748, le père José Cardiel cite « une infinité de juments sauvages » dans les alentours de Buenos Aires. Ces chevaux sont parfois capturés par les peuples natifs.

## Pratiques et usages

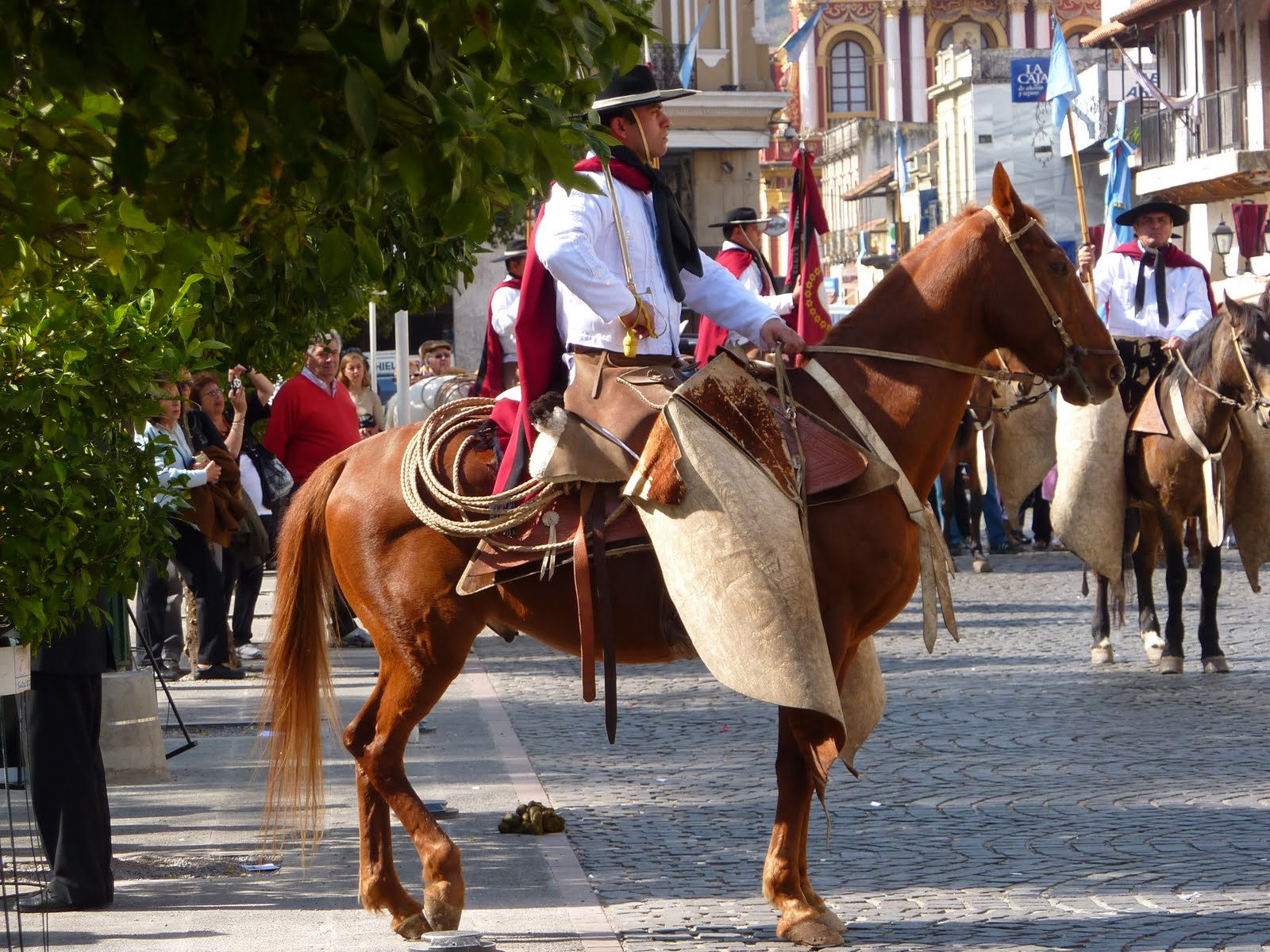
Gaucho en selle.

## Élevage
L'Argentine a la cinquième plus importante population de chevaux au monde, avec 3 620 000 têtes recensées en 2013 par la FAO. En 2012, la population chevaline argentine est estimée à une médiane de 3 670 000 têtes dans l'ouvrage de référence Equine Science, ce qui représente 6,24 % de la population chevaline mondiale.
La base de données DAD-IS répertorie deux races de chevaux élevées en Argentine, toutes localement adaptées : le Criollo argentin et le Falabella. Ce dernier est réputé provenir de croisements avec des chevaux locaux de très petite taille. Le Bergmann est une autre race de chevaux miniatures élevée dans ce pays. L'Argentine élève aussi le poney de polo, un demi-sang  léger, spécifiquement destiné à ce sport. Le Petiso argentino est une race de poneys de selle et d'attelage.
Enfin, le mot « Bagual » désigne le cheval sauvage de la pampa d'Argentine.

## Culture
Les Gauchos forment une culture équestre spécifique en Amérique du Sud (dont l'Argentine), glorifiant les valeurs d'honneur, de liberté, de droiture, de bravoure, et surtout de masculinité. L'historien de l'Amérique latine John Charles Chasteen (en) témoigne ainsi (en 1995) que les gauchos Guaranis ne comptent aucune femme.
D'après Cabrera (1945), le cheval de robe rouan (avispado) est très apprécié, un dicton disant « cheval avispado, plutôt mort que fatigué » ; ce proverbe existe aussi au Mexique et en République dominicaine, traduisant une origine commune.